# Jacint Alegre i Pujals
Jacint Alegre i Pujals (ur. 24 grudnia 1874 w Terrassie; zm. 10 grudnia 1930 w Barcelonie) – hiszpański jezuita, Sługa Boży Kościoła katolickiego.

## Życiorys
Pochodził z religijnej rodziny, gdy poczuł powołanie do życia zakonnego wstąpił do zakonu jezuitów w 1892 roku. Zmarł 10 grudnia 1930 roku w opinii świętości.
W dniu 10 grudnia 1999 roku rozpoczął się jego proces beatyfikacyjny.